# Brandon Beachy
Brandon Alan Beachy (né le 3 septembre 1986 à Kokomo, Indiana, États-Unis) est un lanceur droitier évoluant dans la Ligue majeure de baseball pour les Braves d'Atlanta et les Dodgers de Los Angeles entre 2010 et 2015. 

## Carrière

### Braves d'Atlanta
Jamais repêché par un club des Ligue majeure, c'est en tant qu'agent libre que Brandon Beachy signe son premier contrat professionnel en 2008 avec les Braves d'Atlanta.

#### Saison 2010
Beachy fait ses débuts en majeure le 20 septembre 2010. Opposé aux rivaux de division des Braves, les Phillies de Philadelphie, il n'accorde qu'un point mérité à l'adversaire mais sa défensive ne l'aide pas et il encaisse la défaite. En trois départs pour les Braves, il perd deux décisions en 2010 mais quatre des neuf points qu'il accorde au cours de ces rencontres sont non mérités. En 15 manches lancées, sa moyenne de points mérités s'élève à 3,00 et il compte 15 retraits sur des prises.

#### Saison 2011
En 2011, Beachy est intégré à la rotation de lanceurs partants des Braves. Il doit attendre sa quatrième sortie pour savourer une première victoire dans les majeures. Elle survient le 19 avril contre les Dodgers de Los Angeles, à qui il n'accorde aucun point sur deux coups sûrs en six manches. Il enchaîne les retraits sur des prises à un bon rythme : 8 en seulement 5 manches et un tiers le 14 avril contre les Marlins et 9 en 6 manches face à Milwaukee le 5 mai. Mais le 13 mai, une blessure à l'oblique le force à un séjour sur la liste des joueurs blessés. À son retour au jeu, il retire sur des prises 11 frappeurs des Blue Jays de Toronto le 22 juin. Il réalise deux autres performances de 10 retraits au bâton avant la fin de la saison, qu'il termine avec 7 victoires, 3 défaites et une moyenne de points mérités de 3,68 en 141 manches et deux tiers lancées dans ses 25 départs. Il compte 169 retraits sur des prises à la fin de cette saison recrue.

#### Saison 2012

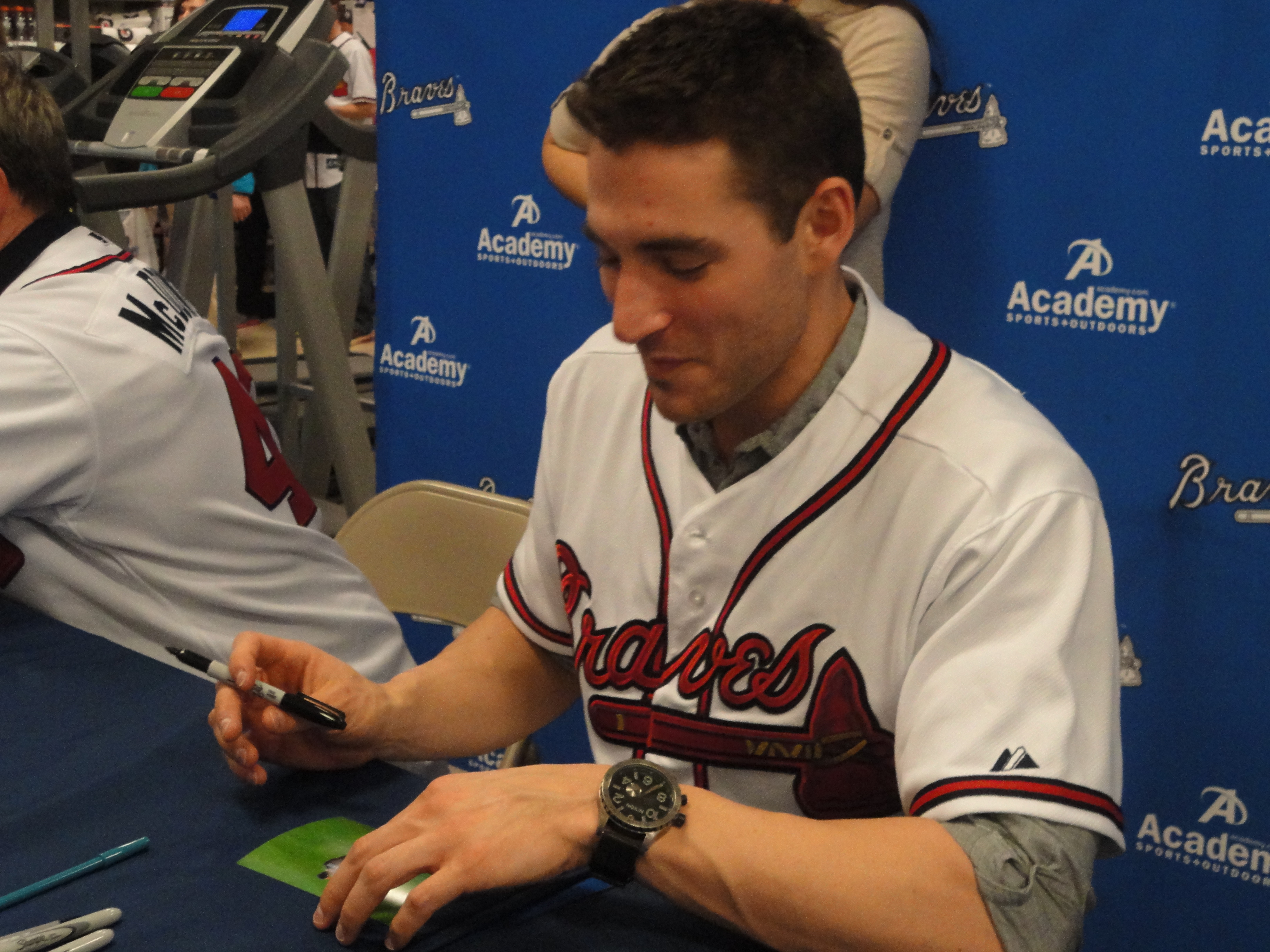
Brandon Beachy signe des autographes en 2012.

Sa saison 2012 prend fin avec son départ du 16 juin contre les Orioles de Baltimore, un match qu'il quitte après trois manches et deux tiers lancées. Avec cette brève sortie, sa moyenne de points mérités grimpe à 2,00 pour la première fois de l'année après l'avoir maintenue sous ce niveau jusqu'à la mi-juin. C'est la meilleure moyenne de points mérités du baseball majeur à ce moment et les frappeurs adverses ne présentent qu'une faible moyenne au bâton de ,171 contre lui, encore là un sommet dans les majeures. Le 21 juin, Beachy subit une opération de type Tommy John pour soigner son ligament collatéral ulnaire, une intervention chirurgicale pour laquelle est nécessaire une convalescence d'environ un an. Après avoir perdu ses quatre dernières décisions, qui faisaient suite à cinq victoires consécutives, Beachy termine son année 2012 avec un dossier de 5-5 et une moyenne de points mérités de 2,00 en 81 manches lancées.

#### Saison 2013
Beachy effectue un retour au jeu le 29 juillet 2013 mais est limité à 5 matchs. Toujours ennuyé par des maux de coude au camp d'entraînement suivant, Beachy doit subir en mars 2014 une seconde opération Tommy John en 21 mois.

### Dodgers de Los Angeles
Le 21 février 2015, Beachy signe un contrat des ligues mineures avec les Dodgers de Los Angeles. Il lance 8 manches en deux départs à son retour au jeu en 2015 avec les Dodgers mais connaît peu de succès, allouant 7 points mérités et encaissant une défaite. Néanmoins, il signe le 6 janvier 2016 un nouveau contrat de 1,5 million de dollars pour une saison avec les Dodgers.

## Statistiques
| Saison | Équipe  | G | GS | CG | SHO | V | D | SV | IP   | SO | ERA  |
| ------ | ------- | - | -- | -- | --- | - | - | -- | ---- | -- | ---- |
| 2010   | Atlanta | 3 | 3  | 0  | 0   | 0 | 2 | 0  | 15.0 | 15 | 3,00 |
| Totaux | Totaux  | 3 | 3  | 0  | 0   | 0 | 2 | 0  | 15.0 | 15 | 3,00 |

Note : G = Matches joués ; GS = Matches comme lanceur partant ; CG = Matches complets ; SHO = Blanchissages ; 
V = Victoires ; D = Défaites ; SV = Sauvetages ; IP = Manches lancées ; SO = Retraits sur des prises ; ERA = Moyenne de points mérités.